# (5380) Sprigg
(5380) Sprigg est un astéroïde de la ceinture principale. Il a été nommé en l'honneur de Reginald Sprigg, géologue et paléontologue australien.

## Description
(5380) Sprigg est un astéroïde de la ceinture principale. Il fut découvert le 7 mai 1991 à l'observatoire de Siding Spring par Robert H. McNaught. Il présente une orbite caractérisée par un demi-grand axe de 2,58 UA, une excentricité de 0,21 et une inclinaison de 9,3° par rapport à l'écliptique.

## Compléments